# Edgemoor
Edgemoor é uma região censo-designada localizada no estado americano do Delaware, no Condado de New Castle. Possui mais de 6 mil habitantes, de acordo com o censo nacional de 2020. Foi originalmente desenvolvida como uma aldeia pela Edgemoor Iron Company em 1871.

## Geografia
De acordo com o Departamento do Censo dos Estados Unidos, a região tem uma área de 5,6 km², dos quais 5 km² estão cobertos por terra e 0,6 km² (11,8%) por água.

### Localidades na vizinhança
O diagrama seguinte representa as localidades num raio de 8 km ao redor de Edgemoor.

## Demografia
Desde 1980, o crescimento populacional médio, a cada dez anos, é de -1,7%.

### Censo 2020
Segundo o censo nacional de 2020, a sua população é de 6 635 habitantes e sua densidade populacional de 1 335,4 hab/km². Seu crescimento populacional na última década foi de 16,9%, acima do crescimento estadual de 10,2%.
Possui 3 237 residências que resulta em uma densidade de 651,5 residências/km² e um aumento de 9,1% em relação ao censo anterior. Deste total, 7,0% das unidades habitacionais estão desocupadas. A média de ocupação é de 2,2 pessoas por residência.
A renda familiar média é de 56 576 dólares e a taxa de emprego é de 62,3%.